# Кубышкин, Константин Владимирович
Константин Владимирович Кубышкин  (род. 2 августа 1974, Орёл) — российский скульптор. Член Московского Союза Художников. Автор монументальных произведений на тему Отечественной истории. Лауреат Государственной премии Республики Крым в номинации «Изобразительное искусство» за памятник Екатерине II (2017).

## Биография
Константин Владимирович Кубышкин родился 2 августа 1974 года в Орле
1989-95 гг. учился в Орловском художественном училище (преподаватель В. И. Охохонин)
1995—2002 гг. учился в Московском государственном академическом художественном институте им. В. И. Сурикова (МГАХИ) в мастерской профессора М. В. Переяславца.
2005—2008 гг. стажировался в Творческих мастерских Российской академии художеств под руководством народного художника СССР В. Е. Цигаля.
С 2005 года член Московского Союза Художников.
С 2007 года работает в авторском коллективе скульпторов в составе: К.Кубышкин, И.Яворский, М.Малашенко.
Константин Кубышкин — автор монументальных и станковых произведений в области скульптуры. Является постоянным участником российских выставок. Его станковые произведения находятся в частных собраниях, в том числе в коллекции американского актёра Стивена Сигала.

## Награды
- 2007 — Золотая медаль Союза Художников России. Гран-при выставки «Молодые художники России», посвященной 250-летию Российской академии художеств за скульптуру «Кулачный боец».
- 2010 — Диплом Российской академии художеств за скульптуру «Ермак».
- 2011— Золотая медаль Российской академии художеств.
- 2012 — Медаль Мэрии Москвы «За вклад в увековечивание Отечественной войны 1812 года» и Монумент «Светлейший князь А. И. Чернышев», установленный в Лыткарино.
- 2017 — Лауреат Государственной премии Республики Крым в номинации «Изобразительное искусство» за монумент Екатерины II в Симферополе.

## Основные произведения
- 2007 — Памятник капитан-командору Н. П. Резанову в Красноярске (в составе авторского коллектива К. Зинич, И. Яворский, К. Кубышкин)
- 2008 — Памятник Герою России Ахмату Кадырову в Чеченской Республике
- 2010 — Памятник Ермаку в Сургуте — первый памятник Ермаку в Западной Сибири[2][3]
- 2011 — Памятник «Защитникам Отечества во все времена» в Лыткарино (в составе авторского коллектива: К. Кубышкин, И. Яворский, М. Малашенко)
- 2011 — Памятник Основателю города Иркутска, казаку Якову Похабову в Иркутске (в составе авторского коллектива: К. Кубышкин, И. Яворский, М. Малашенко под руководством народного художника России М. В. Переяславца)
- 2011— Памятник женам декабристов — Княгиня Волконская в Иркутске (в составе авторского коллектива: К. Кубышкин, И. Яворский, М. Малашенко под руководством народного художника М. В. Переяславца)
- 2012 — Памятник Петру и Февронье в Клину
- 2012 — Памятник Алексею Угарову в Старом Осколе (в составе авторского коллектива: К. Кубышкин, И. Яворский, М. Малашенко, архитектор А. Шипунов)
- 2012 — Памятник Алексею Угарову в Старом Осколе на территории Оскольского электрометаллургического комбината (в составе авторского коллектива: К.Кубышкин, И. Яворский, М.Малашенко, архитектор А.Шипунов)
- 2012 — Памятник Адмиралу Г. И. Невельскому в Южно-Сахалинске (в составе авторского коллектива: К.Кубышкин, И.Яворский, М.Малашенко)
- 2012 — Памятник светлейшему князю А. И. Чернышеву в Лыткарино (в составе авторского коллектива: К.Кубышкин, М.Малашенко, И.Яворский, М.Мухаев)
- 2013 — Памятник «Войнам-землякам, прошедшим дорогами войны» в Молоденово, в Московской области (в составе авторского коллектива: К. Кубышкин, И. Яворский, М. Малашенко, М.Мухаев архитектор А. Шипунов)
- 2014 — Монумент «Двум Мировым войнам» в Национальном центре управления обороной РФ на Фрунзенской набережной в Москве (в составе авторского коллектива: К. Кубышкин, И. Яворский, М. Малашенко под руководством М.Переяславца, архитектор В. Бухаев)
- 2015 — Памятник «Солдату, защитнику отечества» на Камчатке (К.Кубышкин в соавторстве с И.Яворским)
- 2015 — Памятник Маршалу А. М. Василевскому на острове Сахалин (К.Кубышкин в соавторстве с И.Яворским)
- 2016 — Памятник Екатерине II в Симферополе (К.Кубышкин в соавторстве с И.Яворским)[4]
- 2016 — Памятник Павлу Перевозчику, установлен в городе Павлов в Нижегородской области (в составе творческого коллектива К.Кубышкин, М. Мухаев, А. Михайлов, И. Яворский)
- 2017 — Памятник основателям Ангарска в Ангарске (К.Кубышкин в соавторстве с И. Яворским и М. Мухаевым, архитектор Е.Ставский)[5]
- 2018 — Памятник Портовикам Новороссийска в Новороссийске (постамент — Студия Архитектуры Андрея Белого)[6]